# Adolph Weinman
Adolph Alexander Weinman, né le 11 décembre 1870 à Durmersheim et mort le 8 août 1952 à New York, est un sculpteur américain d'origine allemande. Il est le père du sculpteur et médailleur Robert Weinman.

## Quelques œuvres

### Sculptures

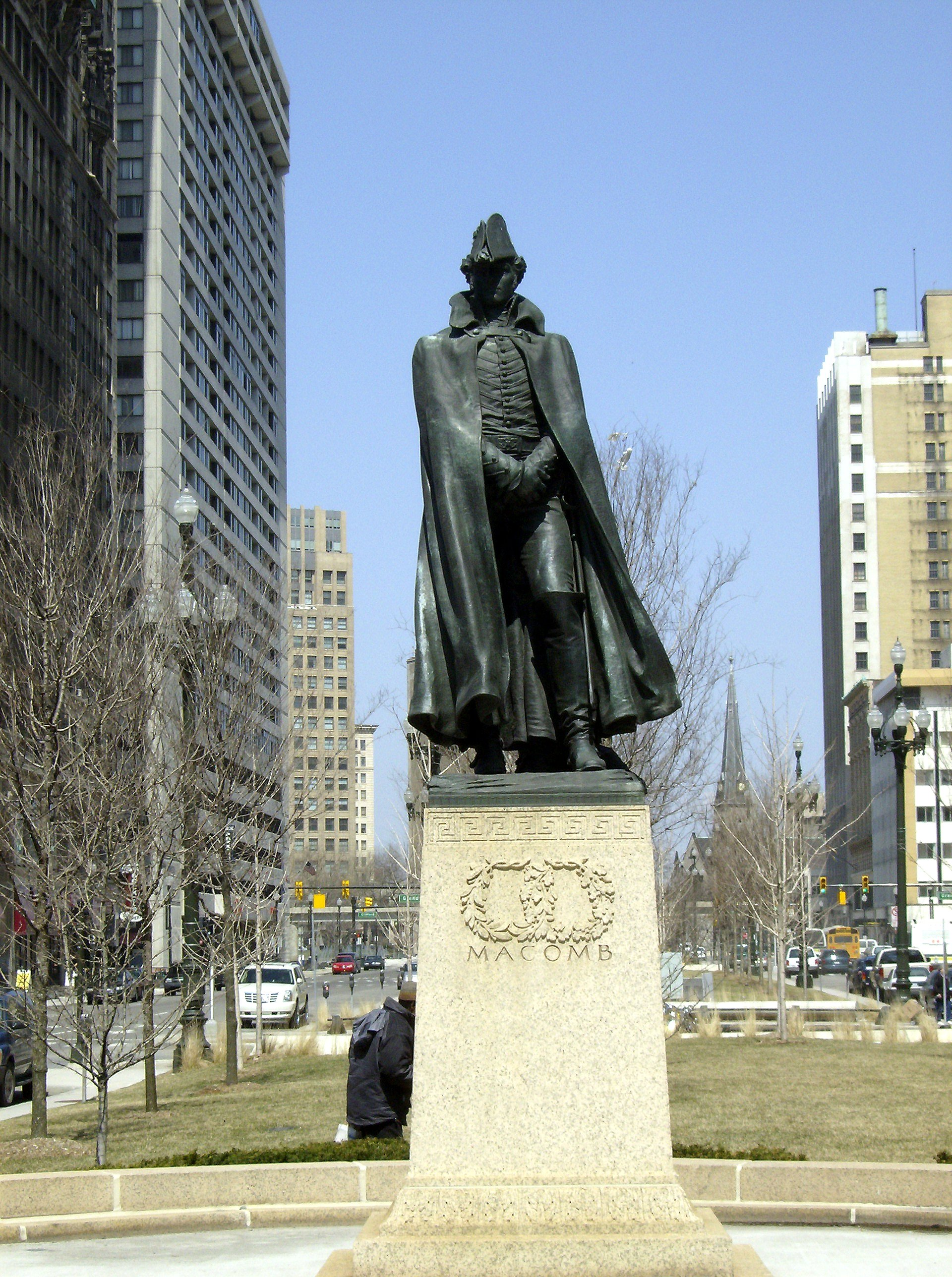
Général Alexander Macomb, 1906-1908, Détroit (Michigan)
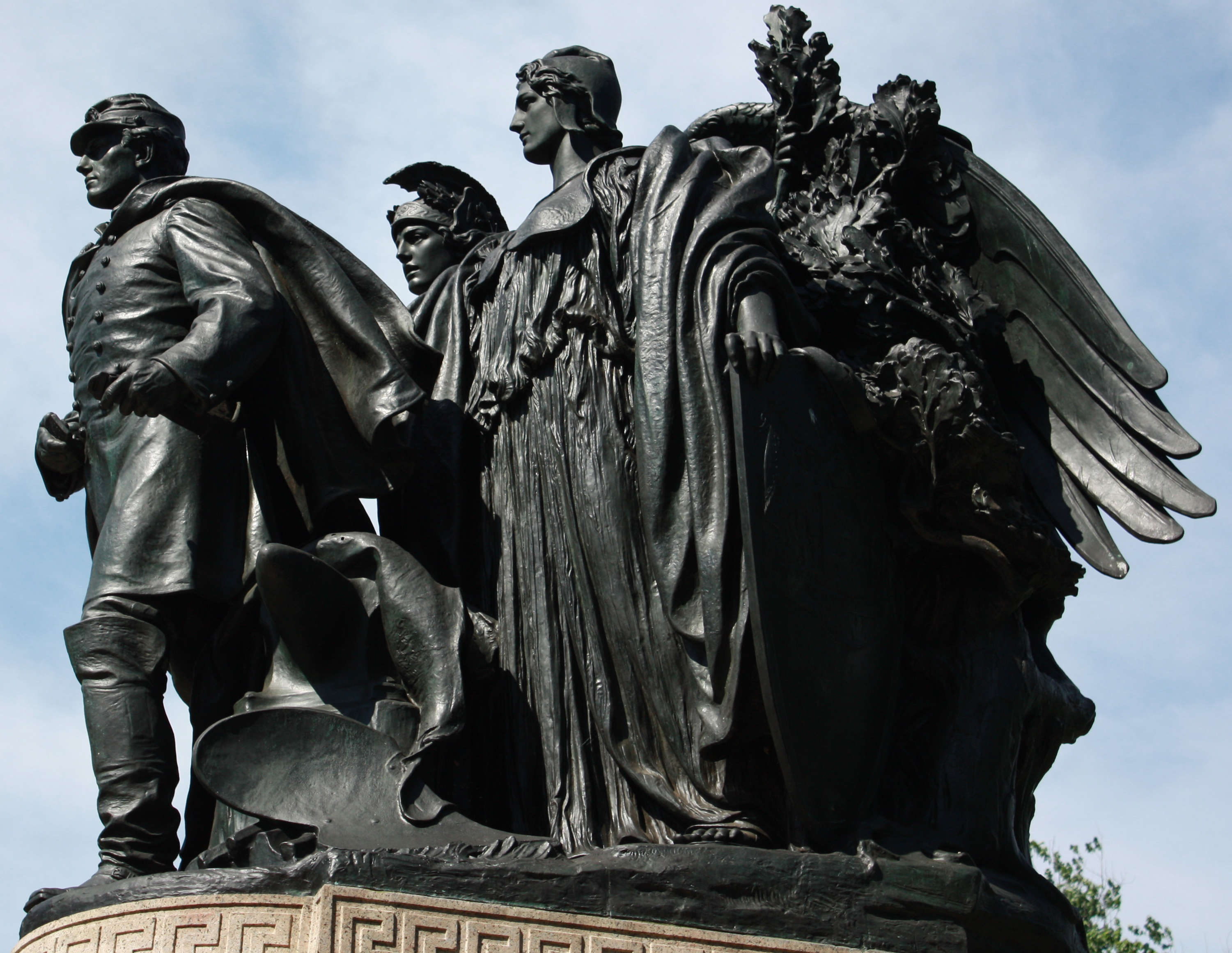
Union Soldiers and Sailors Monuments, 1909, Wyman Park, Baltimore (Maryland)
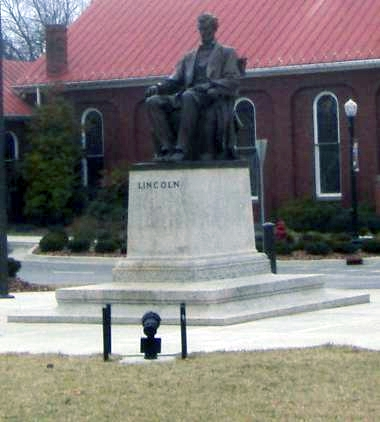
Abraham Lincoln, 1909, Hodgenville (Kentucky)
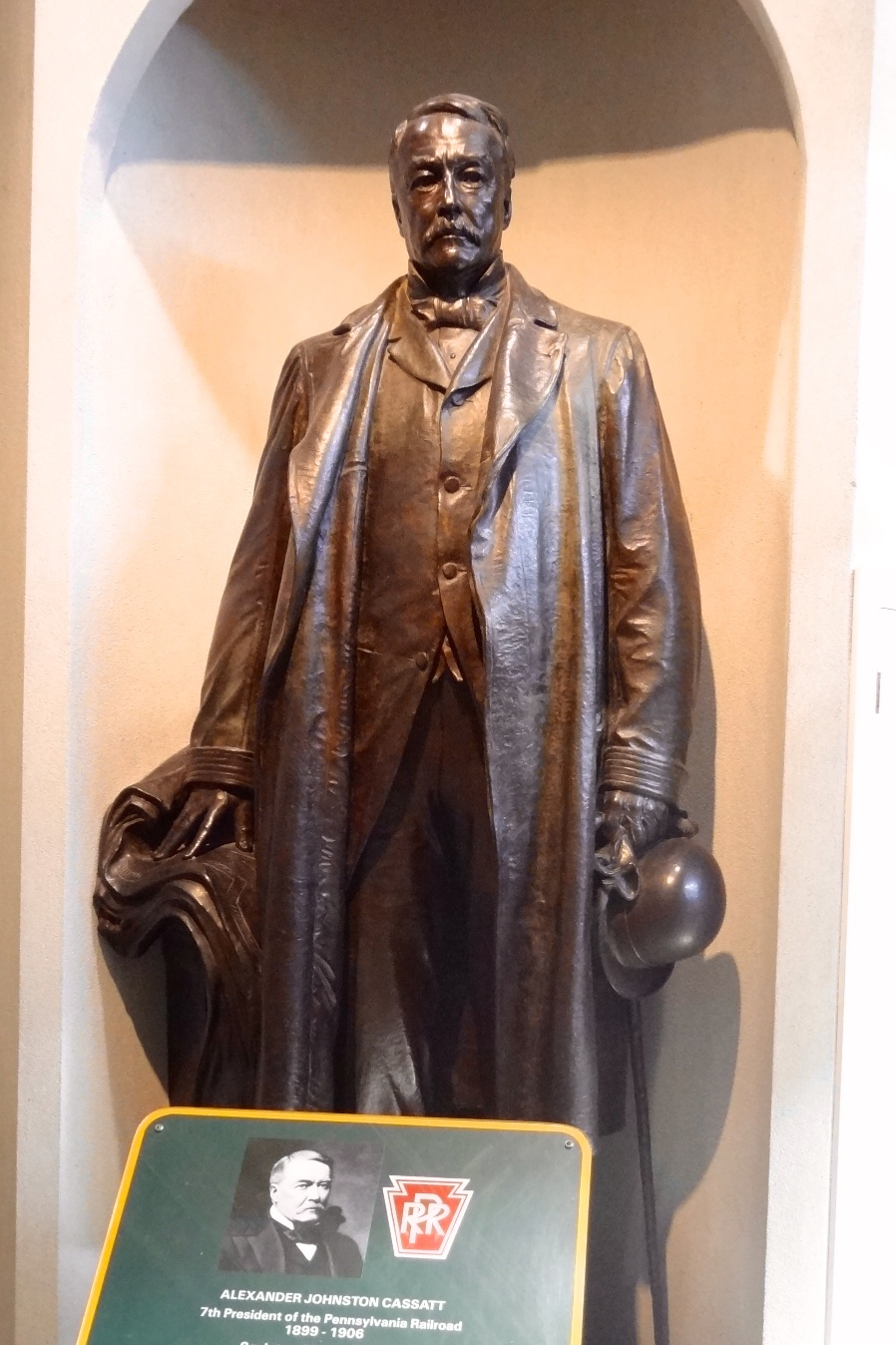
Alexander Johnston Cassatt, 1910, gare de Pennsylvanie, New York
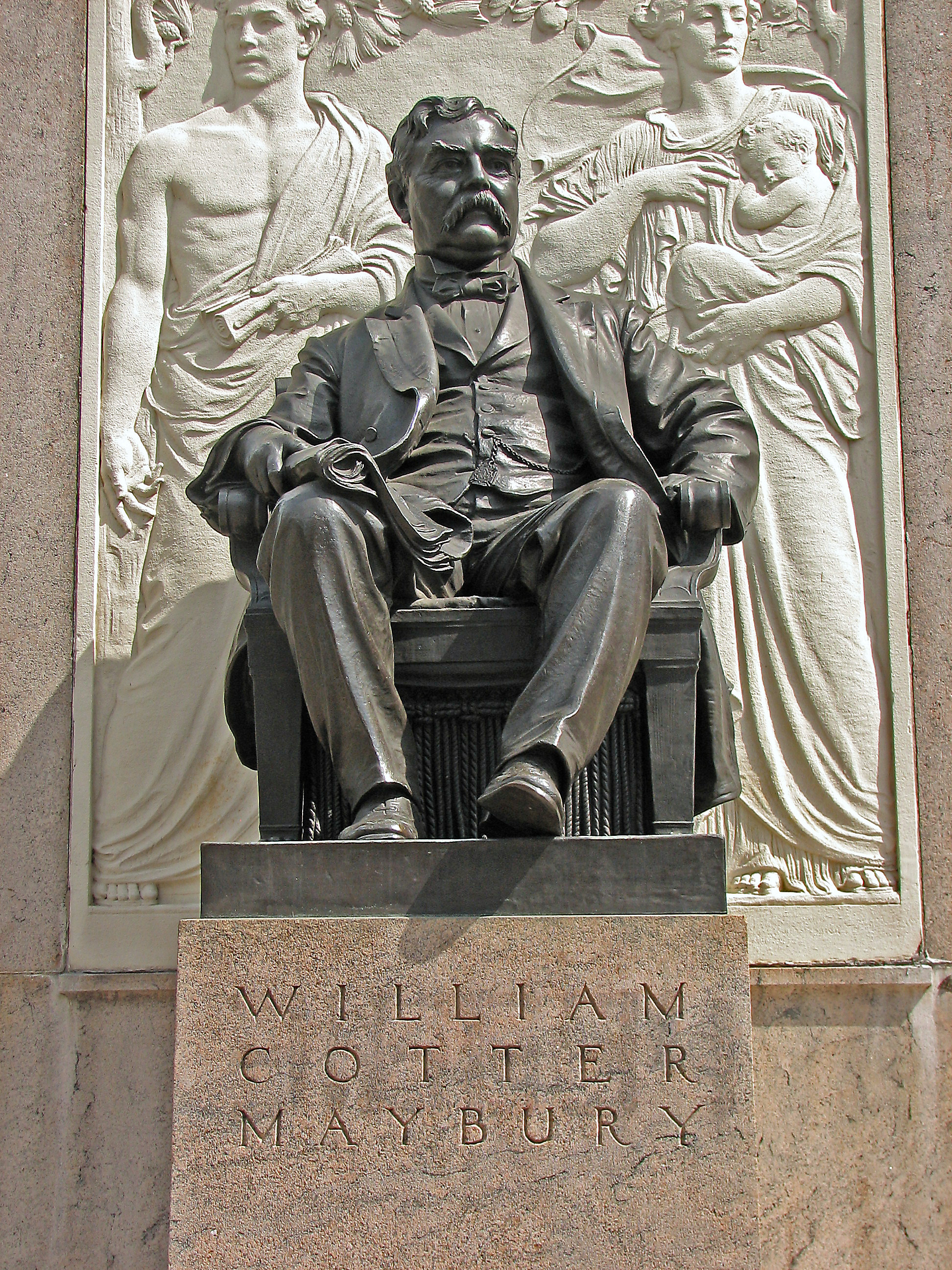
William Cotter Maybury Memorial, 1912, Grand Circus Park, Détroit (Michigan)
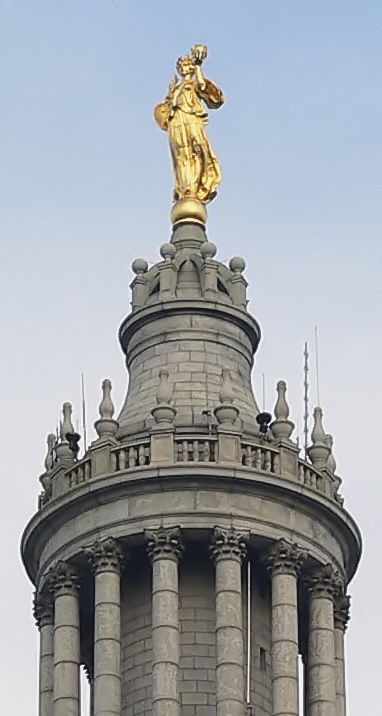
Civic Fame, 1913, Manhattan Municipal Building, New York
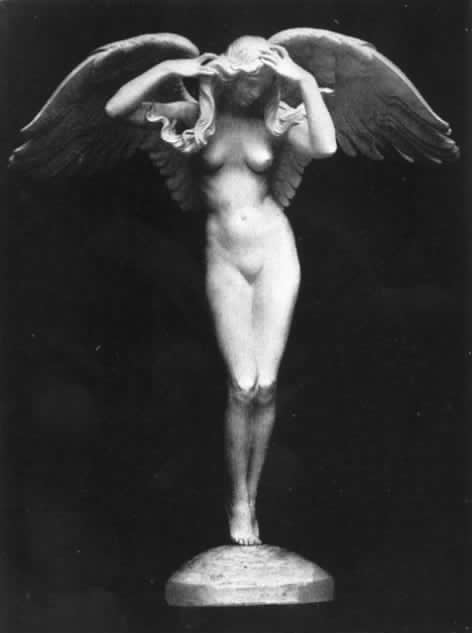
Descending Night, 1914-1915, Exposition universelle de 1915, San Francisco (Californie)
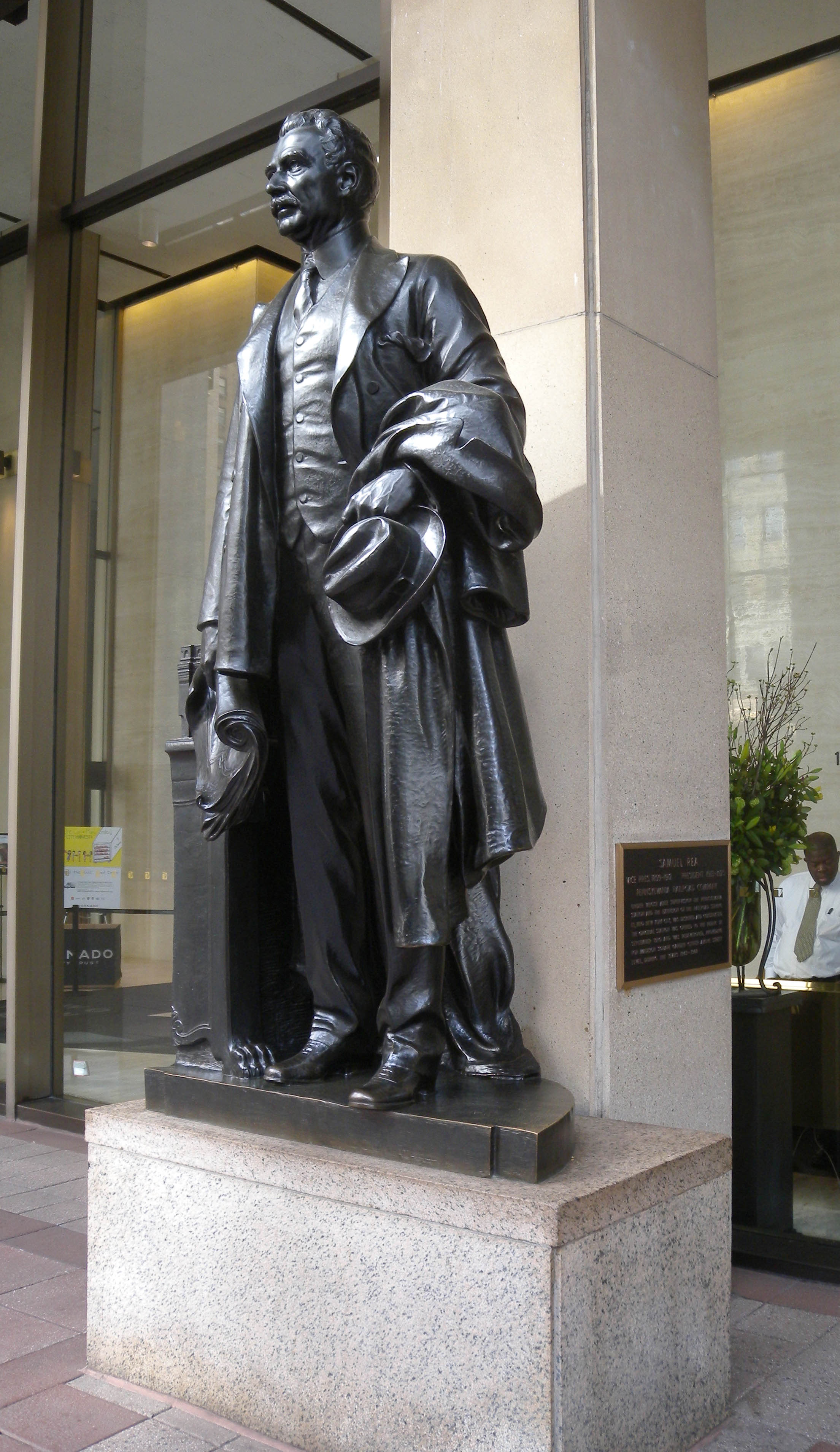
Samuel Rea (en), 1926, gare de Pennsylvanie, New York
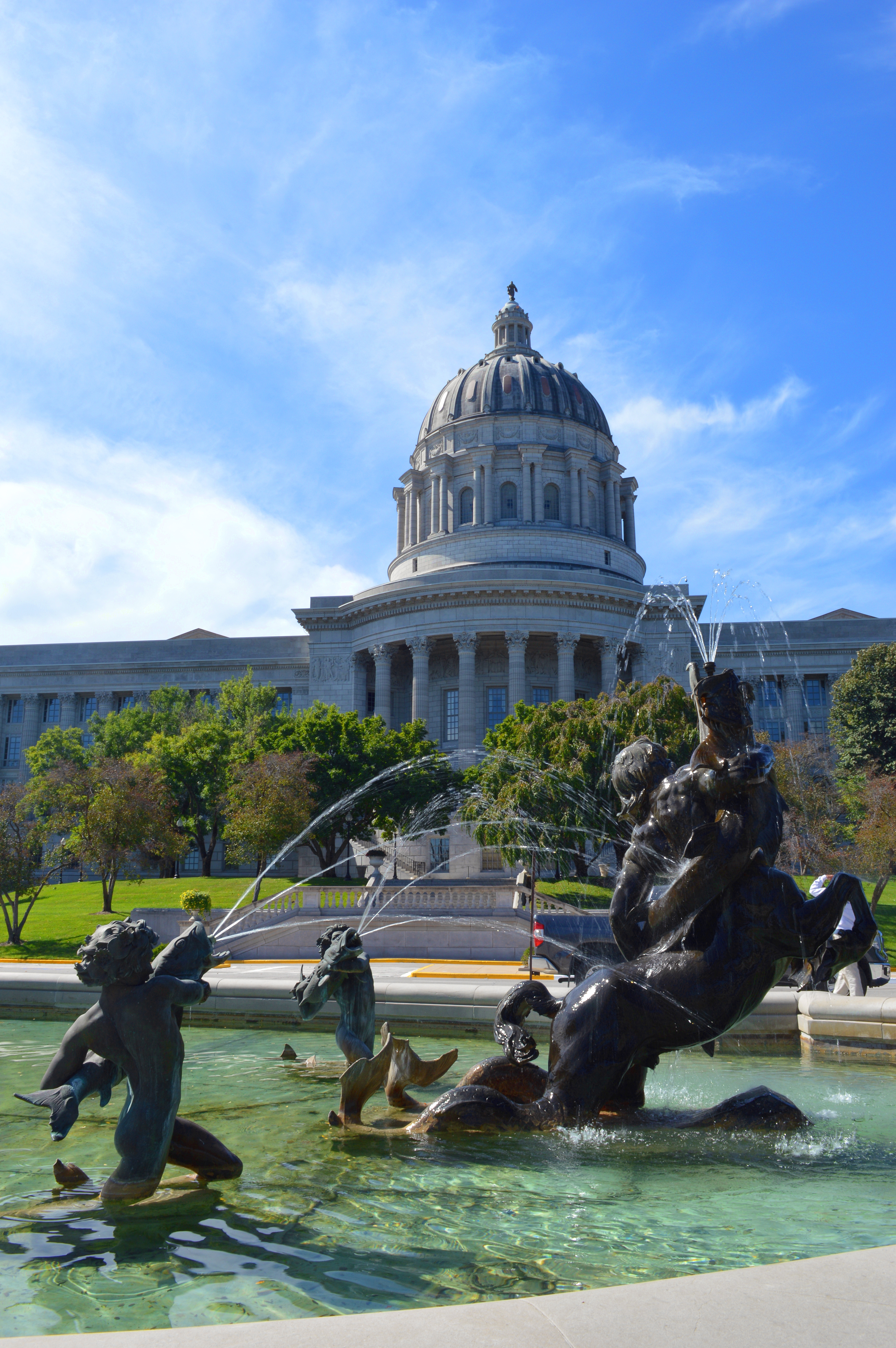
Fountain of the Centaurs, 1926, Capitole de l'État du Missouri, Jefferson City (Missouri)
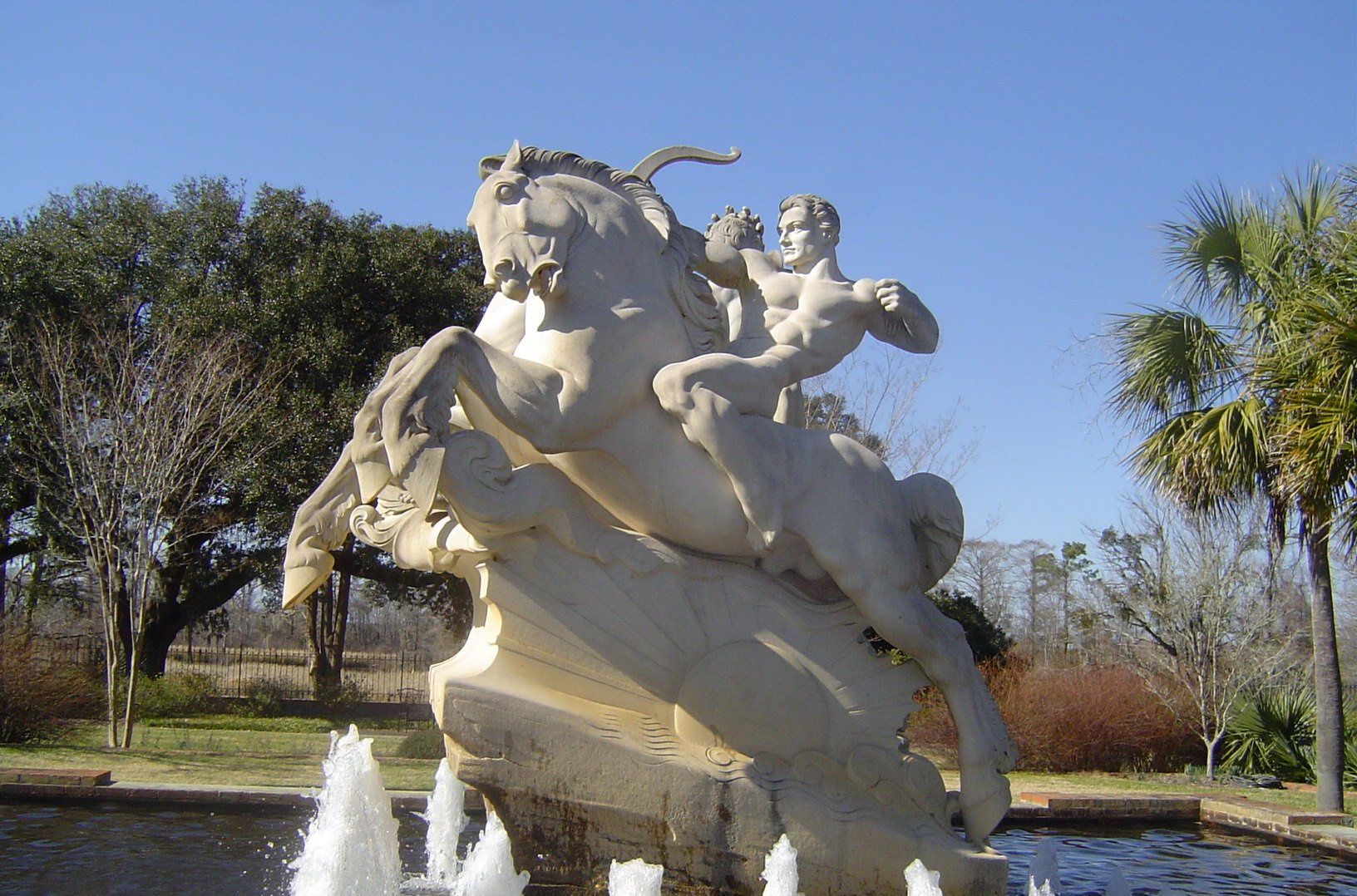
Riders of the Dawn, 1942, Brookgreen Gardens, Murrells Inlet (Caroline du Sud)
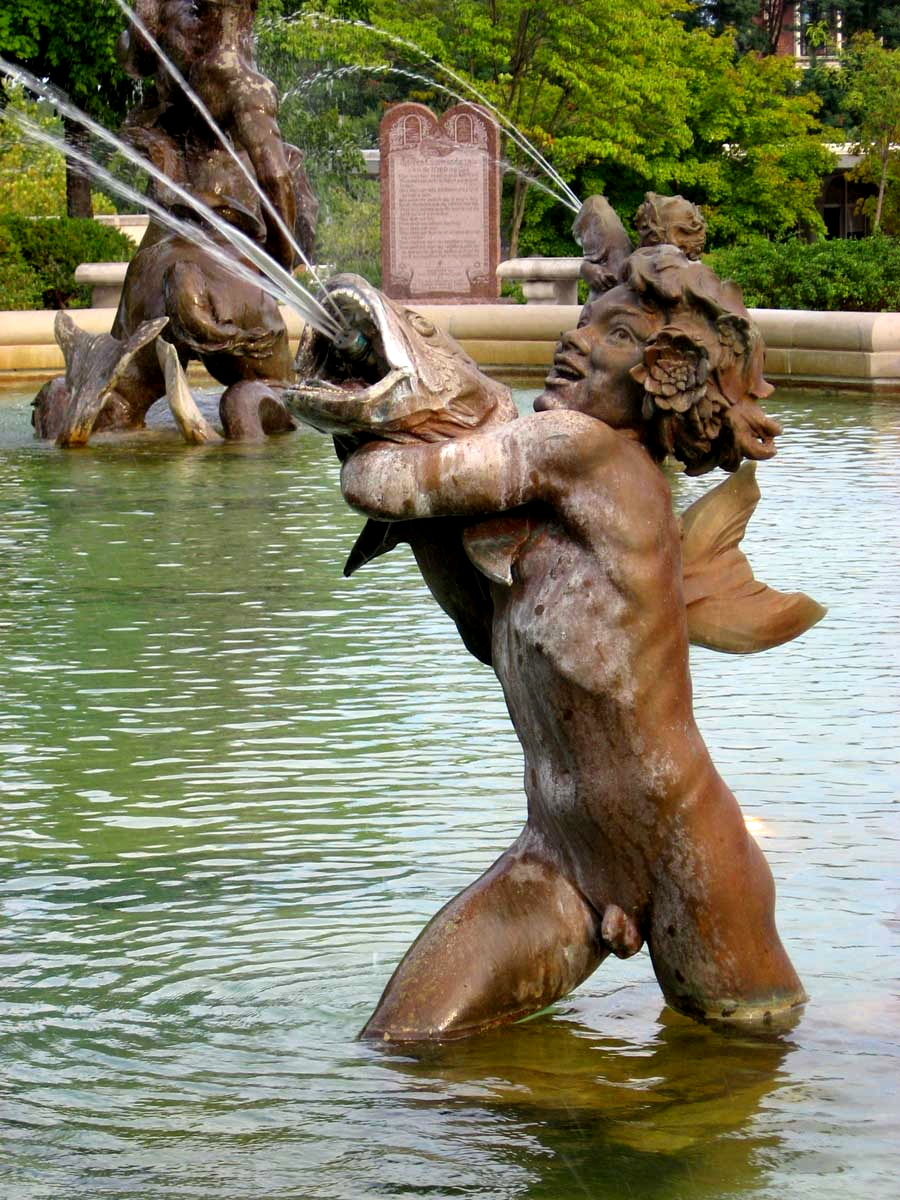
Triton, Fontaine des Centaures, 1926, Capitole de l'État du Missouri, Jefferson City (Missouri).

### Sculpture architecturale

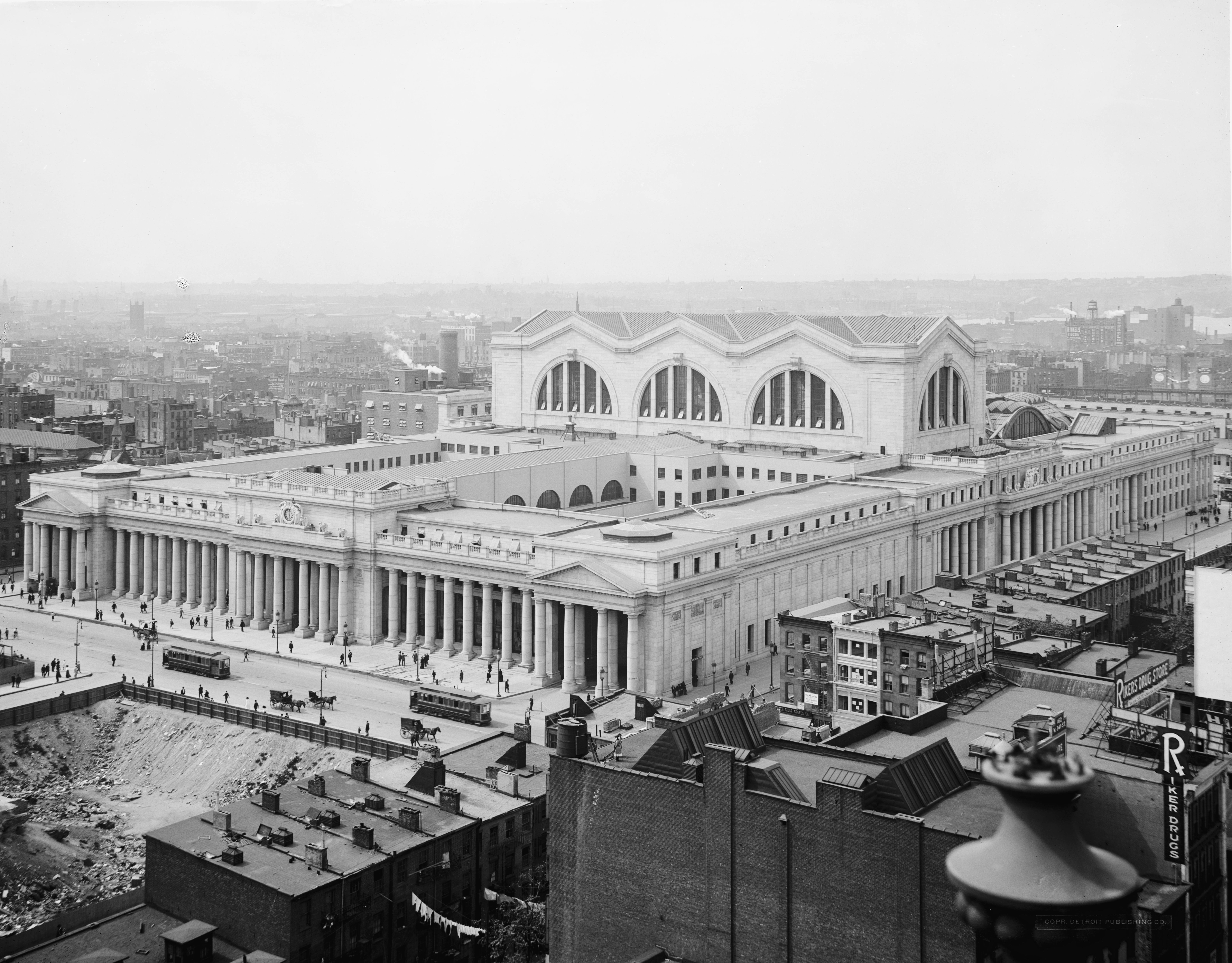
Gare de Pennsylvanie, New York, 1903-1904, détruite en 1964
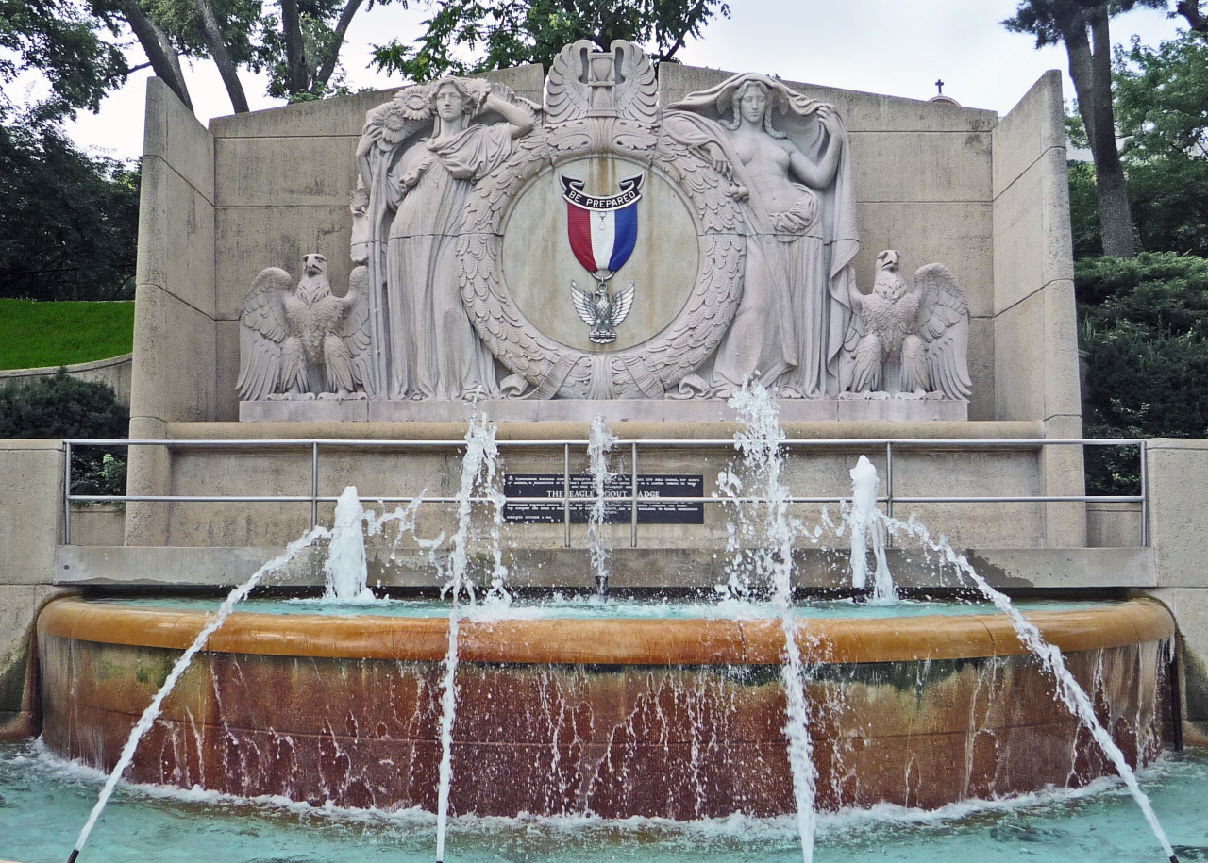
Eagle Scout Memorial Fountain, 1968, Kansas City (Missouri)
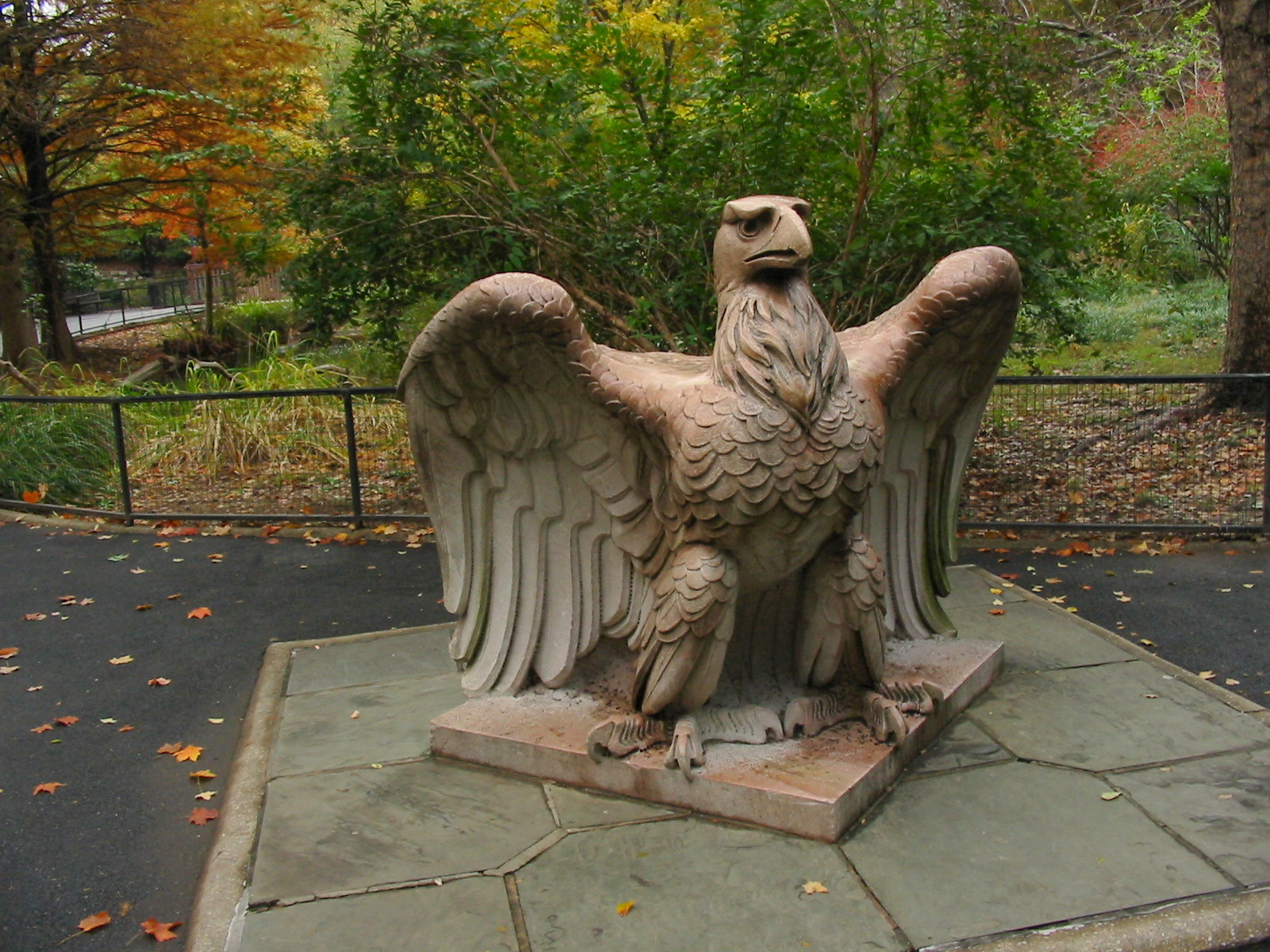
Eagle, Parc zoologique national de Washington, Washington
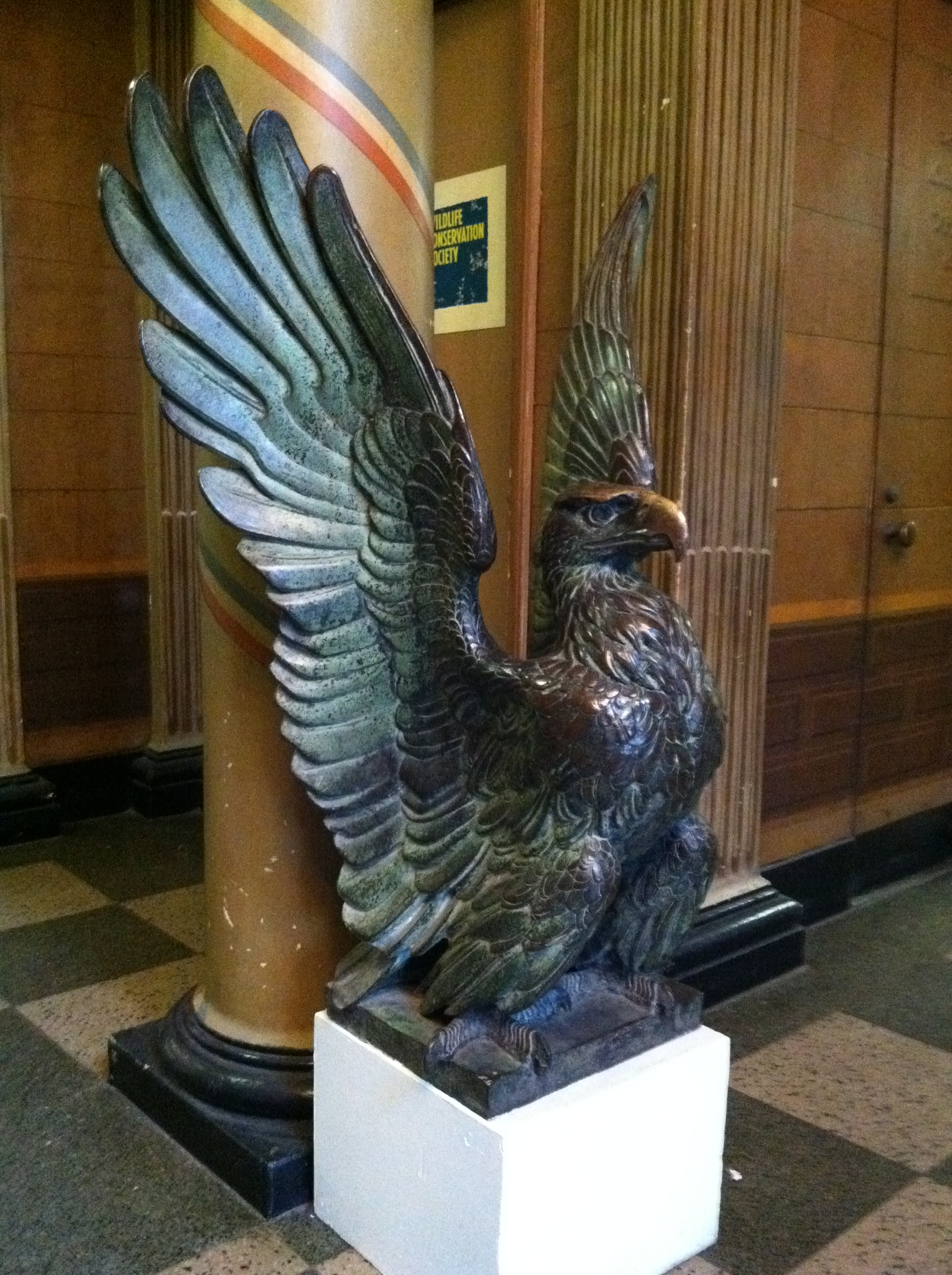
Eagle, 1908, Prison Ship Martyrs' Monument, New York
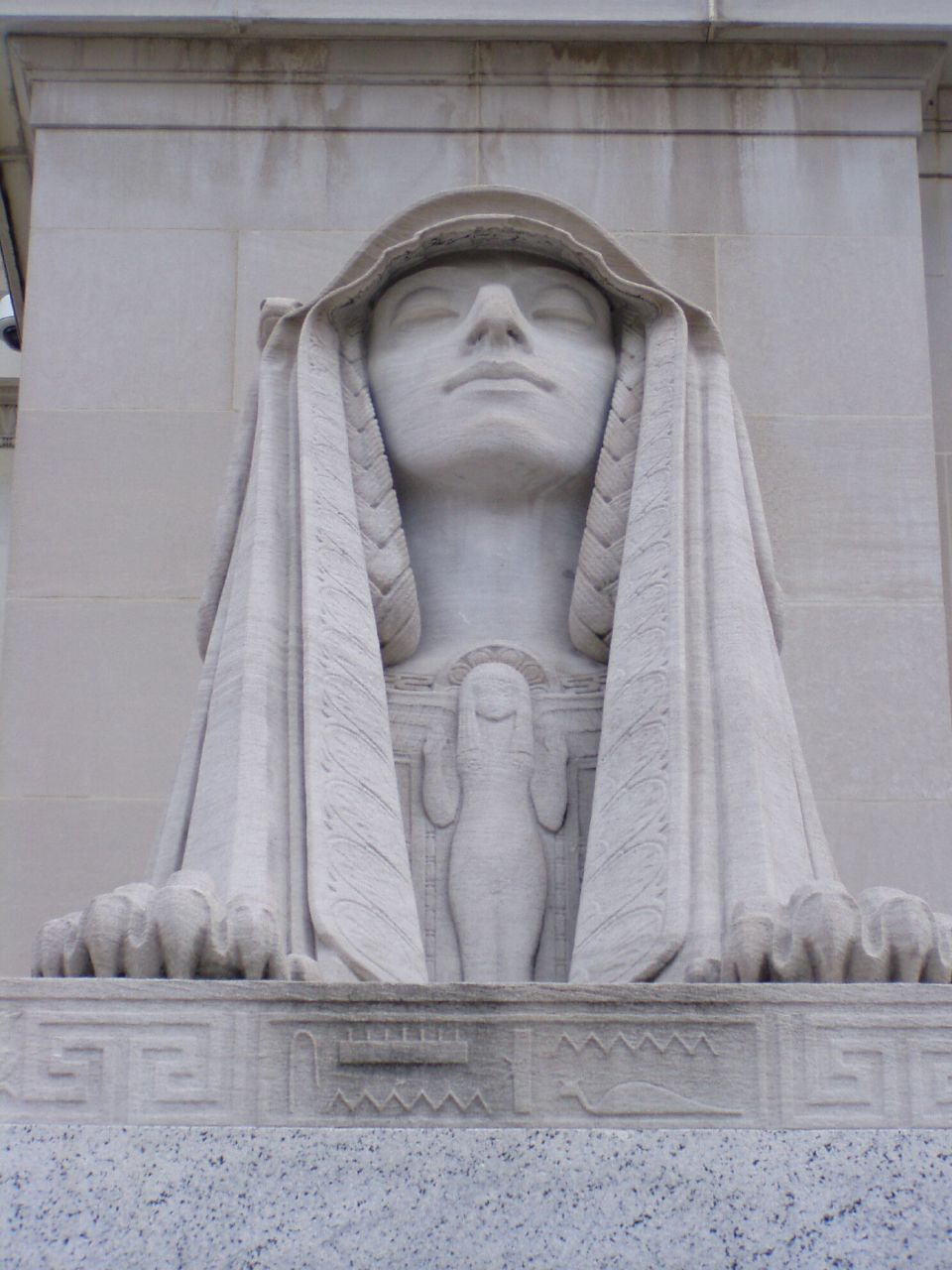
Wisdom Sphinx, 1911-1915, House of the Temple, Washington
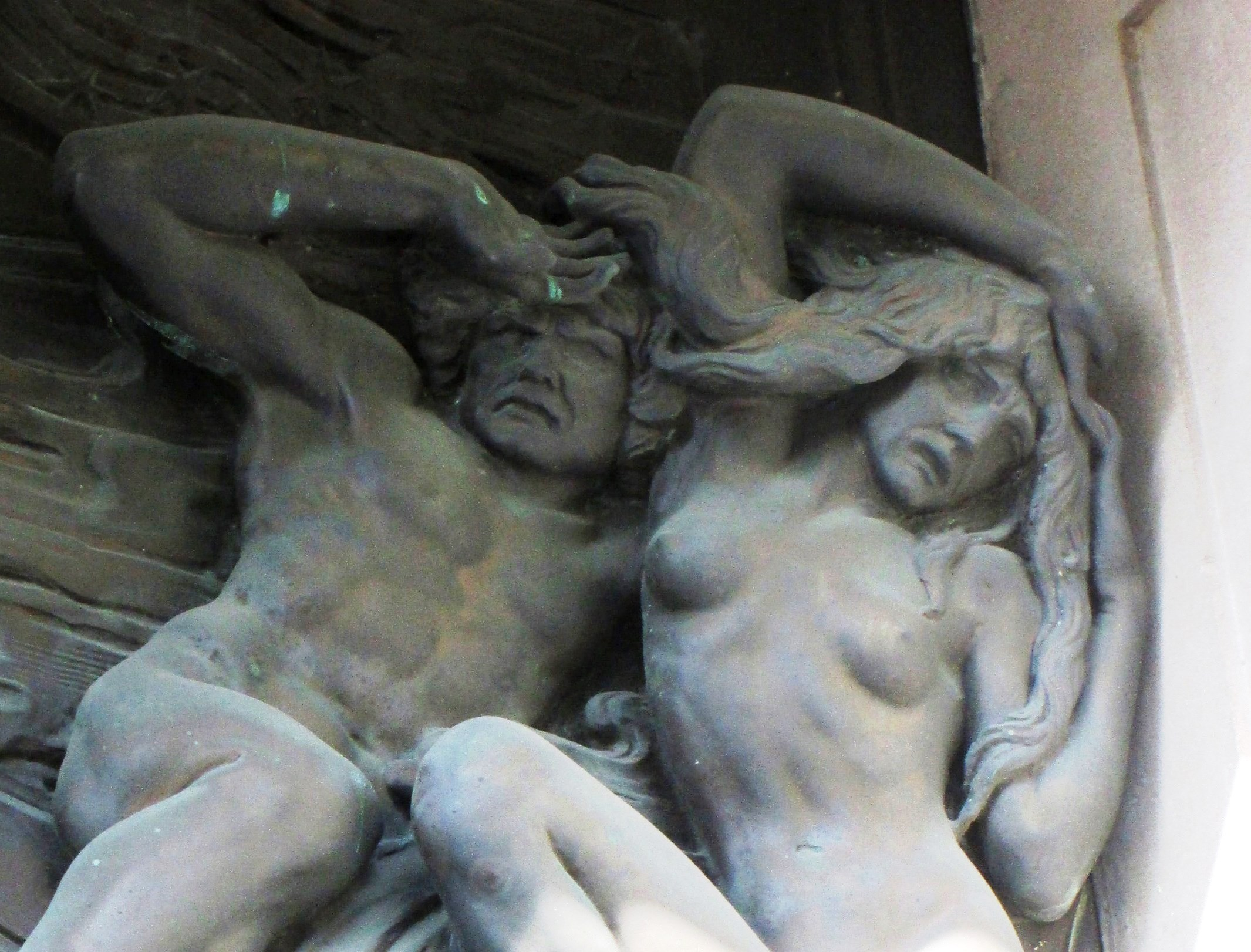
Détail de la porte en bronze de l'Académie américaine des arts et des lettres, 1921-1923, New York
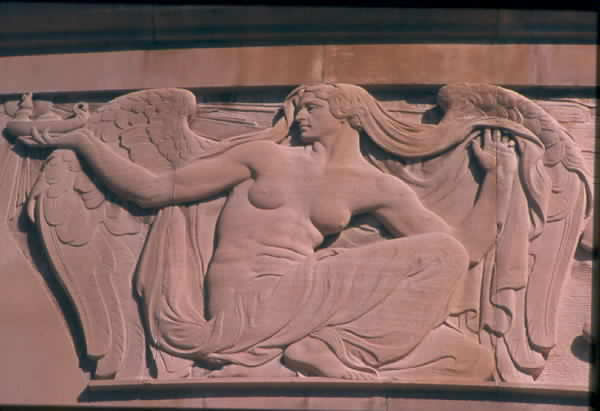
The Glory of Peace, 1924-1926, Elks National Veterans Memorial, Chicago (Illinois)
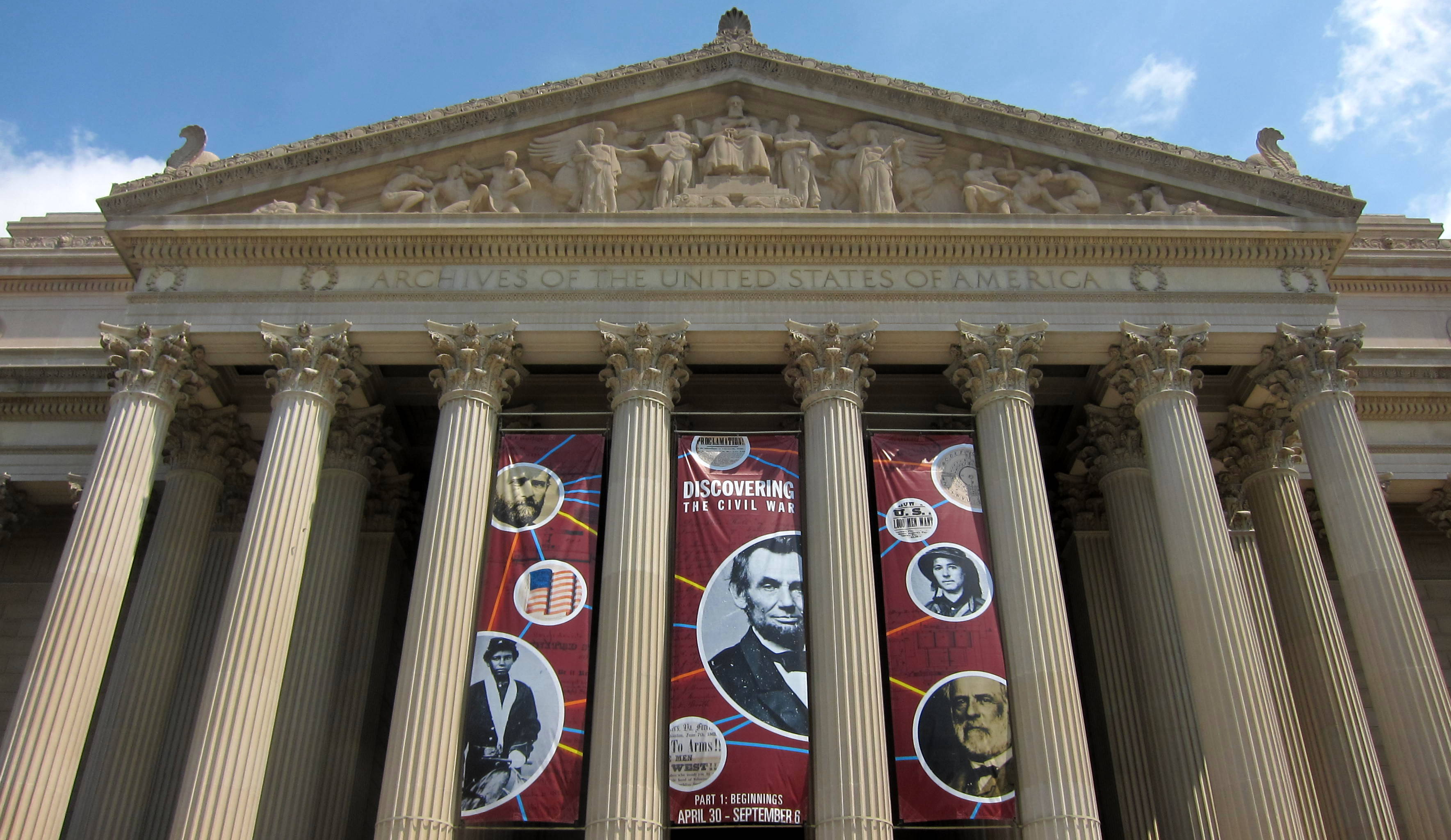
Destiny, 1935, National Archives Building, Washington
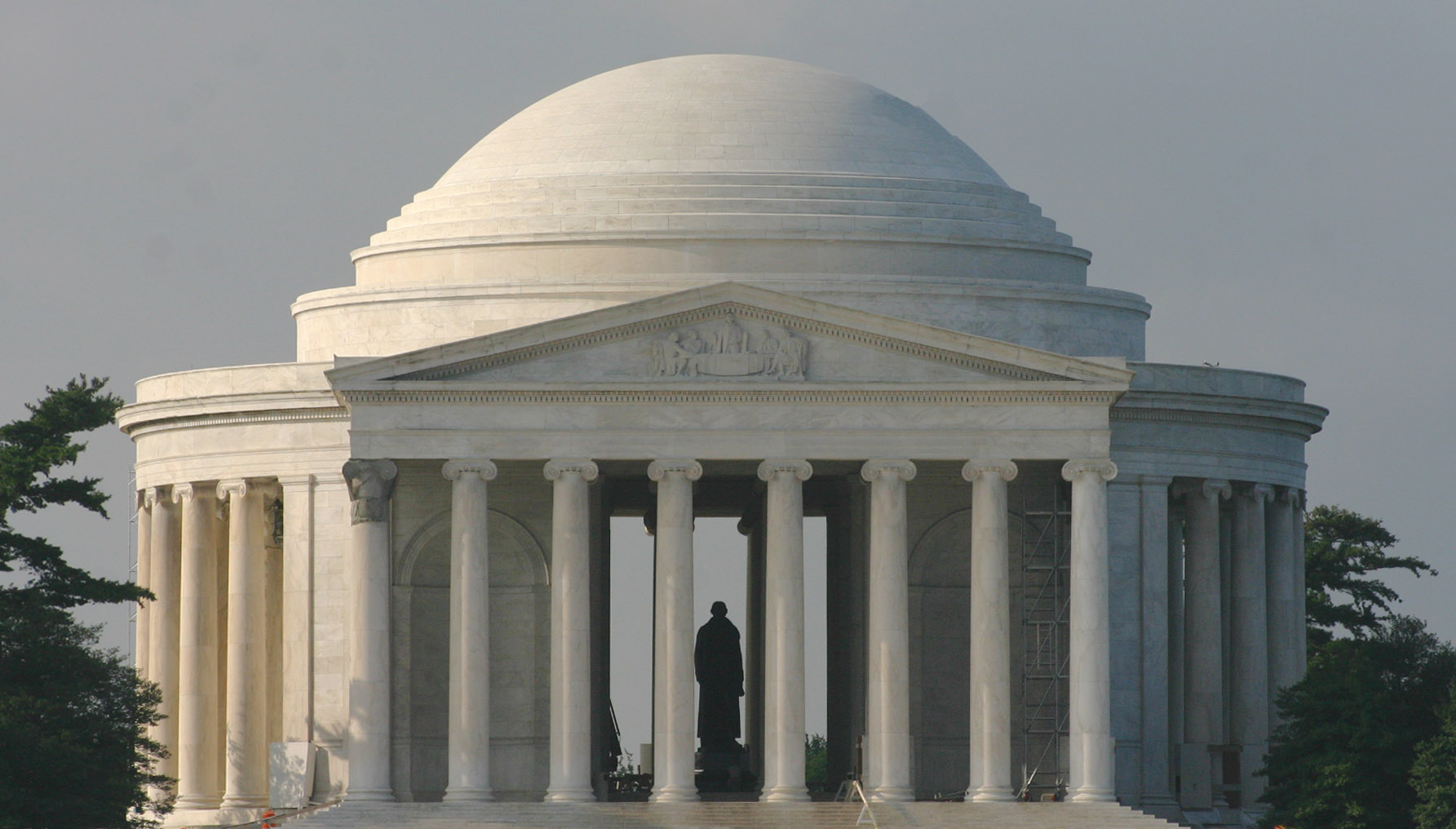
Drafting the Declaration of Independence, 1939-1943, Jefferson Memorial, Washington